# Ulanhu
Ulanhu (ur. 1906 w okolicach Hohhotu, zm. 8 grudnia 1988 w Pekinie), znany też jako Yun Ze (chiń. 云泽) – chiński polityk komunistyczny pochodzenia mongolskiego, wiceprzewodniczący Chińskiej Republiki Ludowej w latach 1983-1988.
Pochodził z rodziny mongolskich arystokratów. W latach 1922–1924 pobierał naukę w szkole dla młodzieży mongolskiej i tybetańskiej w Pekinie. W 1924 roku został członkiem Ligi Młodzieży Komunistycznej, rok później wstąpił do Komunistycznej Partii Chin. Pod koniec 1925 roku wyjechał do ZSRR, gdzie studiował na Uniwersytecie im. Sun Jat-sena w Moskwie. Po powrocie do Chin w 1929 roku działał w podziemnym ruchu komunistycznym w Mongolii Wewnętrznej, pracując jednocześnie jako nauczyciel. W tym okresie deklarował się jako zwolennik niepodległości tego regionu od Chin. Po wkroczeniu Japończyków na teren prowincji Dżehol i Chahar brał udział w tworzeniu antyjapońskiej partyzantki.
Podczas wojny chińsko-japońskiej (1937-1945) pełnił funkcję oficera politycznego i zajmował się organizowaniem oddziałów zbrojnych w prowincji Suiyuan, następnie przeniósł się do bazy komunistów w Yan’anie, gdzie został wykładowcą w partyjnej szkole dla mniejszości narodowych. Po zakończeniu wojny zajął się tworzeniem podporządkowanych komunistom struktur władzy lokalnej na terenie Mongolii Wewnętrznej, w 1947 roku stanął na czele rządu nowo utworzonego Regionu Autonomicznego Mongolia Wewnętrzna.
W sierpniu 1949 roku został członkiem Ludowej Politycznej Konferencji Konsultatywnej Chin i jej Stałego Komitetu, a po utworzeniu Chińskiej Republiki Ludowej został członkiem Centralnego Rządu Ludowego. W 1955 roku awansowany do stopnia generała, rok później był przewodniczącym chińskiej delegacji do Nepalu z okazji koronacji króla Mahendry. Po rozpoczęciu rewolucji kulturalnej został oskarżony o separatyzm i w 1967 roku usunięty siłą przez wysłane z Pekinu oddziały ze stanowiska szefa rządu Mongolii Wewnętrznej.
Zrehabilitowany w 1973 roku, został członkiem Komitetu Centralnego KPCh. W 1977 roku został także członkiem Politbiura, a rok później wiceprzewodniczącym Stałego Komitetu Ludowej Politycznej Konferencji Konsultatywnej Chin. Od 1975 do 1987 roku był deputowanym do Ogólnochińskiego Zgromadzenia Przedstawicieli Ludowych i jednym z 18 jego wiceprzewodniczących. Od 1983 roku do śmierci sprawował urząd wiceprzewodniczącego ChRL.